# Stamboom Maurits van Oranje-Nassau (1968)
Dit is de stamboom van Maurits van Oranje-Nassau (1968).
| Stamboom Maurits van Oranje-Nassau (1968)                             | Stamboom Maurits van Oranje-Nassau (1968)                                        | Stamboom Maurits van Oranje-Nassau (1968)                                        | Stamboom Maurits van Oranje-Nassau (1968)                                        | Stamboom Maurits van Oranje-Nassau (1968)                                               | Stamboom Maurits van Oranje-Nassau (1968)                                               | Stamboom Maurits van Oranje-Nassau (1968)                                               |
| --------------------------------------------------------------------- | -------------------------------------------------------------------------------- | -------------------------------------------------------------------------------- | -------------------------------------------------------------------------------- | --------------------------------------------------------------------------------------- | --------------------------------------------------------------------------------------- | --------------------------------------------------------------------------------------- |
| Grootouders                                                           | Pieter van Vollenhoven (1897-1977) x 1934 Jacoba Gijsbertha de Lange (1906-1983) | Pieter van Vollenhoven (1897-1977) x 1934 Jacoba Gijsbertha de Lange (1906-1983) | Pieter van Vollenhoven (1897-1977) x 1934 Jacoba Gijsbertha de Lange (1906-1983) | Bernhard van Lippe-Biesterfeld (1911-2004) x 1937 Juliana van Oranje-Nassau (1909-2004) | Bernhard van Lippe-Biesterfeld (1911-2004) x 1937 Juliana van Oranje-Nassau (1909-2004) | Bernhard van Lippe-Biesterfeld (1911-2004) x 1937 Juliana van Oranje-Nassau (1909-2004) |
| Ouders                                                                | Pieter van Vollenhoven (1939) x 1967 Margriet van Oranje-Nassau (1943)           | Pieter van Vollenhoven (1939) x 1967 Margriet van Oranje-Nassau (1943)           | Pieter van Vollenhoven (1939) x 1967 Margriet van Oranje-Nassau (1943)           | Pieter van Vollenhoven (1939) x 1967 Margriet van Oranje-Nassau (1943)                  | Pieter van Vollenhoven (1939) x 1967 Margriet van Oranje-Nassau (1943)                  | Pieter van Vollenhoven (1939) x 1967 Margriet van Oranje-Nassau (1943)                  |
| Maurits van Oranje-Nassau (1968) x 1998 Marilène van den Broek (1970) |                                                                                  |                                                                                  |                                                                                  |                                                                                         |                                                                                         |                                                                                         |
| Kinderen                                                              | Anna van Lippe-Biesterfeld van Vollenhoven (2001)                                | Anna van Lippe-Biesterfeld van Vollenhoven (2001)                                | Lucas van Lippe-Biesterfeld van Vollenhoven (2002)                               | Lucas van Lippe-Biesterfeld van Vollenhoven (2002)                                      | Felicia van Lippe-Biesterfeld van Vollenhoven (2005)                                    | Felicia van Lippe-Biesterfeld van Vollenhoven (2005)                                    |